# Olympische Jugend-Sommerspiele 2010/Teilnehmer (Guinea-Bissau)
| Gelbes Symbol für Goldmedaillen mit stilisierten Olympischen Ringen | Graues Symbol für Silbermedaillen mit stilisierten Olympischen Ringen | Braundes Symbol für Bronzemedaillen mit stilisierten Olympischen Ringen |
| ------------------------------------------------------------------- | --------------------------------------------------------------------- | ----------------------------------------------------------------------- |
| —                                                                   | —                                                                     | —                                                                       |

Die Jugend-Olympiamannschaft aus Guinea-Bissau für die I. Olympischen Jugend-Sommerspiele vom 14. bis 26. August 2010 in Singapur bestand aus vier Athleten.

## Athleten nach Sportarten

### Kanu
Mädchen
- Beatriz Soares da Gama
Kajak-Einer Sprint: DNF (Vorlauf)

### Leichtathletik
| Mädchen - Chalita Lopes 100 m: 33. Platz | Jungen - Adelino Anca Nanjola 100 m: 32. Platz |

### Ringen
Jungen
- Amadeus Pereira
Freistil bis 63 kg: 6. Platz